# باشگاه فوتبال ناپرداک کروشواتس
باشگاه فوتبال ناپرداک کروشواتس (انگلیسی: FK Napredak Kruševac) یک باشگاه فوتبال مستقر در کروشواتس، صربستان است که در حال حاضر در سوپر لیگ فوتبال صربستان،  بالاترین سطح لیگ فوتبال در این کشور به فعالیت می‌پردازد.
ناپرداک در زبان صربی، به معنای پیشرفت است.